# Кахамарка (регион)
Кахама̀рка (на испански: Cajamarca) е един от 25-те региона на южноамериканската държава Перу. Разположен е в северната част на страната. Кахамарка е с площ от 33 317,54 км². Регионът има население от 1 341 012 жители (по преброяване от октомври 2017 г.).

## Провинции
Кахамарка е разделен на 13 провинции. Някои от провинциите са:
1. Контумаса
2. Сан Игнасио
3. Сан Маркос